# Pierre de Jérusalem (calcaire)
Pour les articles homonymes, voir Pierre de Jérusalem.

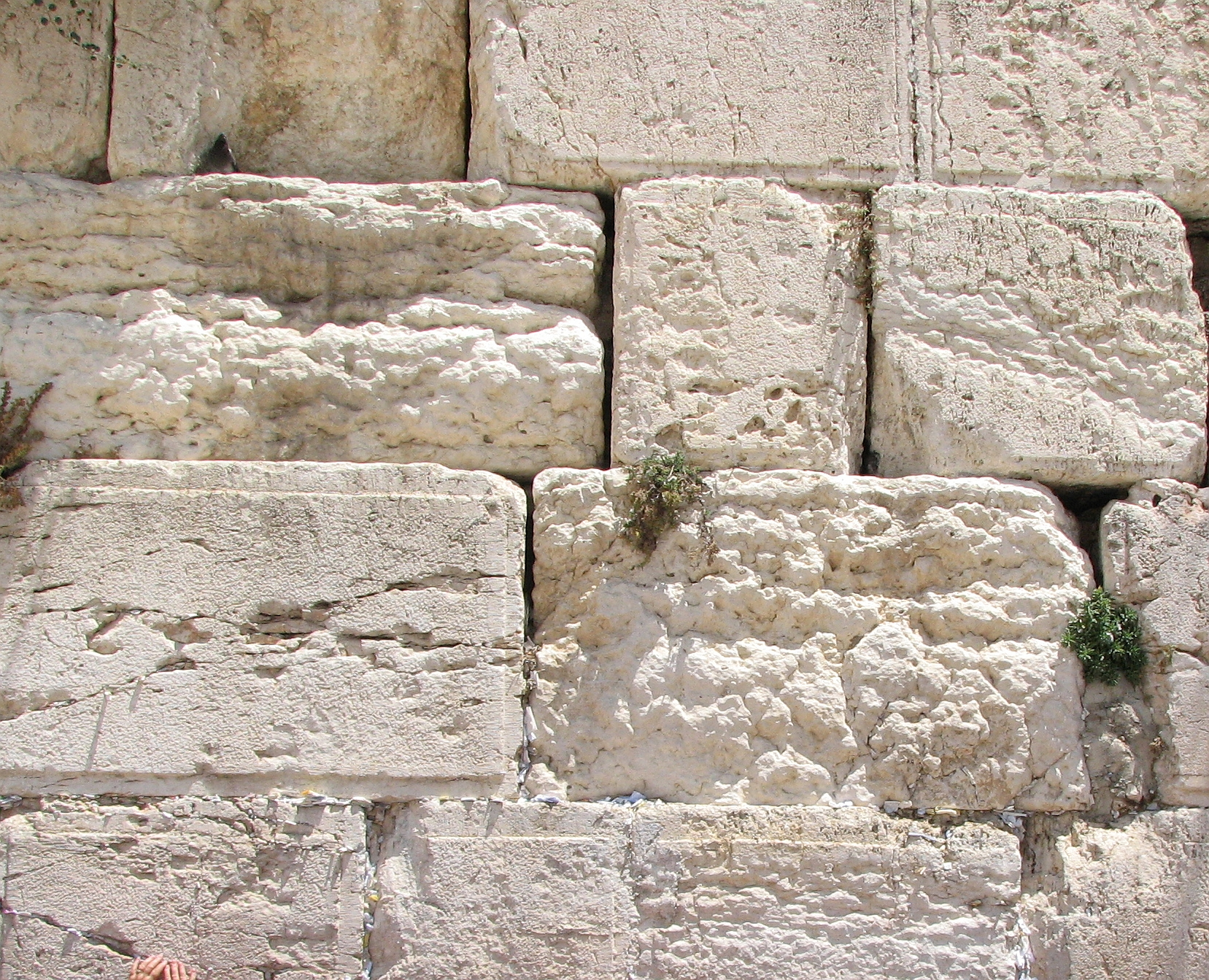
Pierre de Jérusalem (Mur occidental, Jérusalem)

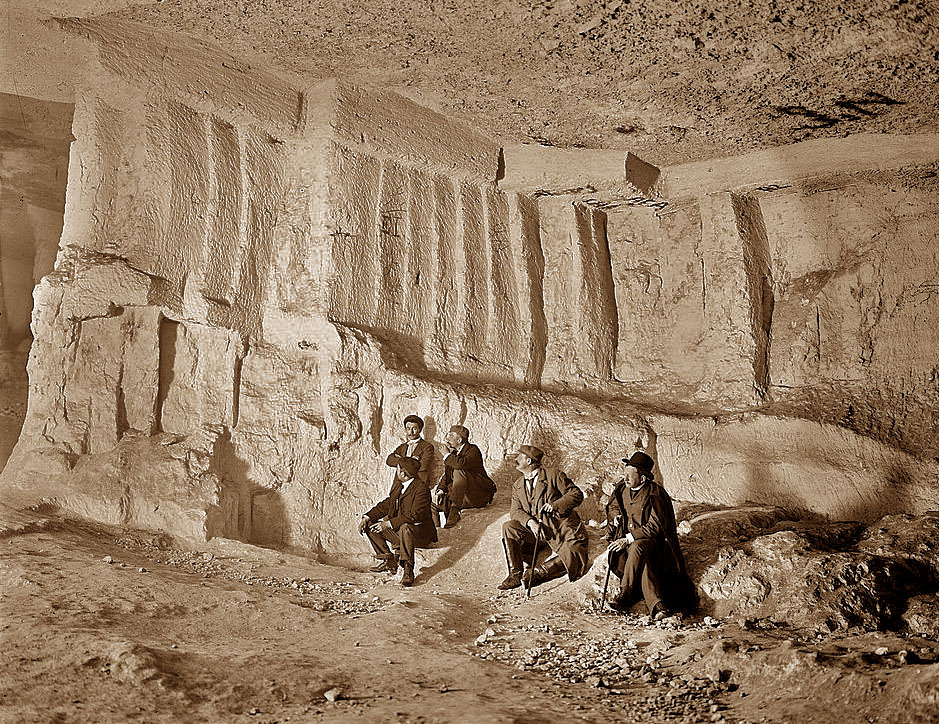
Les « carrières de Salomon » sous la vieille ville de Jérusalem

La Pierre de Jérusalem (hébreu : אבן ירושלמית, even yerushalmit) appelée aussi en arabe Meleke (ce qui signifie « royale »), rappelant le marbre, est le nom générique de plusieurs variétés de calcaire, parfois mélangé avec de la dolomite, de couleur claire et lumineuse, allant du blanc au rosé ou au jaune-crème, que l'on trouve dans les Monts de Judée aux alentours de Jérusalem, et dans laquelle sont construits la plupart de ses bâtiments. 
De nombreuses carrières ont toujours existé à Jérusalem même, par exemple les « grottes de Sédécias », connues aussi sous le nom de « carrières de Salomon », dont l'entrée se trouve près de la porte de Damas. On trouve aussi les restes de nombreuses carrières de pierres près de Yemin Moshe, dans la vallée de la Géhenne ou près de la tombe du jardin.

## Présentation
Les immeubles de la vieille ville de Jérusalem sont en pierre massive et ceux de la ville moderne sont construits en béton, mais ils sont recouverts de pierre. Un décret qui remonte à 1918, sous le mandat britannique, impose une façade en « pierre de Jérusalem » à tous les bâtiments, mais bien avant le mandat britannique, la pierre était utilisée comme la pierre locale bon marché. Au lever et au coucher du soleil, la ville prend une teinte dorée qui lui a valu son surnom de « Jérusalem d'or, de cuivre et de lumière ». 
Cette pierre est également devenue l'un des symboles de l'État juif, et on la retrouve dans les bâtiments des grandes institutions juives ou israéliennes dans le monde, par exemple dans les locaux de l'Ambassade d'Israël en France (Paris). En effet le 23 mai 2002, une grande partie de l'ambassade a été détruite par un incendie accidentel, à la suite duquel les locaux ont été entièrement rénovés, Les murs des bureaux étant réalisés en pierre de Jérusalem. Citons encore le Mémorial de l'Holocauste (Miami Beach) qui est tout entier construit en pierre de Jérusalem.

## Utilisation en architecture

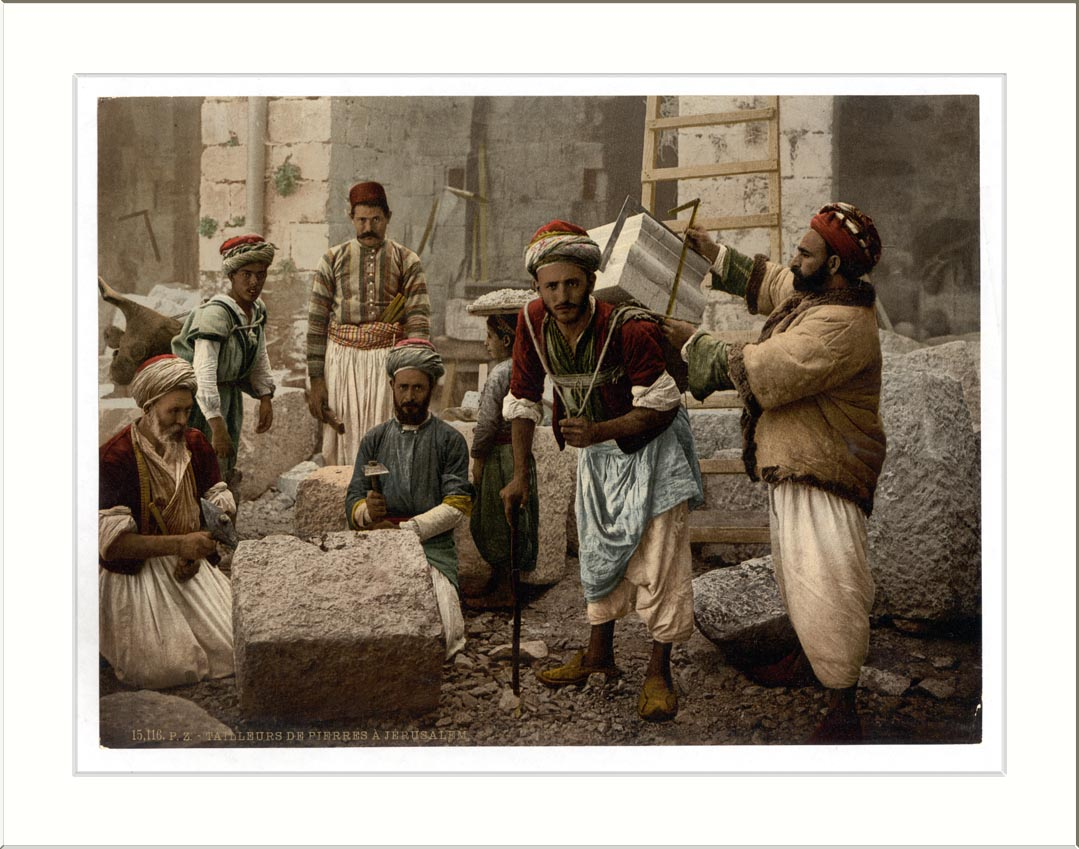
Anciens tailleurs de pierre à Jérusalem

Il n'existe pas une pierre de Jérusalem, mais au moins 17 sortes différentes. La principale avec laquelle a été construite Jérusalem capitale d'Israël et le Mur des lamentations, est la Grey Gold. La pierre de Jérusalem dite grey gold (« or gris ») est utilisée en architecture, comme matériau de construction mais aussitôt comme pavage, revêtements de sol ou revêtement décoratif, par exemple dans des cuisines intégrées. Elle peut également être utilisée pour réaliser des moulures, escaliers, garde-corps, des colonnes et plus.

## Géologie
L'étude des strates géologiques a révélé que la pierre se formait naturellement dans cette région depuis l'époque du Cénomanien (il y a environ 95 millions d'années). C'est une pierre sédimentaire qui se forme au fond des lacs et des mers par accumulation, à partir des coquillages et squelettes des microalgues et animaux marins. Les couches s'accumulent les unes sur les autres au travers des millions d'années[évasif], la chaleur et la pression causent des réactions chimiques qui prennent place et durcissent en une pierre solide qu'est le calcaire.
La mutation des tons de calcaire est parfaite pour les styles de vie d'aujourd'hui les plus luxueux et les plus confortables[non neutre].